# DN17D
De DN17D (Drum Național 17D of Nationale weg 17D) is een weg in Roemenië. Hij loopt van Beclean via Năsăud en Sângeorz-Băi naar Cârlibaba. De weg is 98 kilometer lang. 